# Tillandsia kuzmae
Tillandsia kuzmae är en gräsväxtart som beskrevs av Renate Ehlers. Tillandsia kuzmae ingår i släktet Tillandsia och familjen Bromeliaceae. Inga underarter finns listade i Catalogue of Life.